# Sonoma Raceway
Sonoma Raceway (anciennement Sears Point Raceway et Infineon Raceway) est un circuit automobile de type routier situé aux États-Unis en Californie, à une soixantaine de kilomètres de San Francisco, dans le comté de Sonoma, au lieu-dit Sears Point (en) situé dans le sud des Sonoma Mountains (en).
Le circuit est modulable. Dans sa configuration la plus longue, la piste présente 12 virages et fait 2,52 milles (4,06 km). C'est la configuration utilisée jusqu'en 1997. Son dénivelé est d'une cinquantaine de mètres.
Le complexe offre 47 000 places assises permanentes (102 000 lors des événements prestigieux, grâce à des structures provisoires) et comprend une piste de karting et une piste de dragster de 0,25 milles (0,4 km).
Le site accueille une des deux courses de NASCAR Cup Series courue sur circuit routier, la seconde se déroulant sur le circuit de Watkins Glen International situé dans l'état de New York.
Le Sonoma Raceway accueille également des épreuves des championnats d'IndyCar Series, de NHRA, de FIA WTCC ainsi que quelques autres courses de voitures et de motos telles que les Series de l'American Federation of Motorcyclists (en).
Après la fermeture en fin de saison 1988 du circuit Riverside International Raceway situé en Californie à Riverside (ne pas confondre avec le Riverside International Speedway situé au Canada), la NASCAR cherchait un site où pourrait se disputer une course routière sur la côte ouest des États-Unis. C'est le circuit de Sonoma qui fut choisi, le site de Riverside étant transformé en centre commercial.
Initialement dénommé Sears Point Raceway, le nom change en 2002 à la suite du sponsoring de la société Infineon Technologies et devient l' Infineon Raceway.
Cependant, comme avec de nombreux noms de complexes sportifs, beaucoup de gens l'appellent toujours par son nom d'origine. Le 7 mars 2012, la société Infineon déclare qu'elle ne renouvellera pas son sponsoring. Les propriétaires du circuit n'ayant pas trouvé de nouveau sponsor, le circuit est simplement dénommé depuis le Sonoma Raceway.

## Diverses configurations du circuit

### La plus utilisée (The Full)
Le parcours routier normal du Sonoma Raceway, est long de 2,52 milles (4,06 km) avec douze virages. Ce tracé a été utilisé par tous les concurrents jusqu'en 1997. La plupart des courses l'utilisent y compris le Grand Prix de Sonoma et le Sonoma Historic Motorsports Festival, une course annuelle de voitures anciennes. Ce parcours est réputé pour les virages deux et trois car ceux-ci sont inclinés vers l'extérieur (la courbe intérieure est donc plus haute que la courbe extérieure), ce qui constitue un défi pour les pilotes, car le virage no 2 les obligerait normalement à se déplacer vers le côté gauche de la piste.

### En NASCAR Cup Series

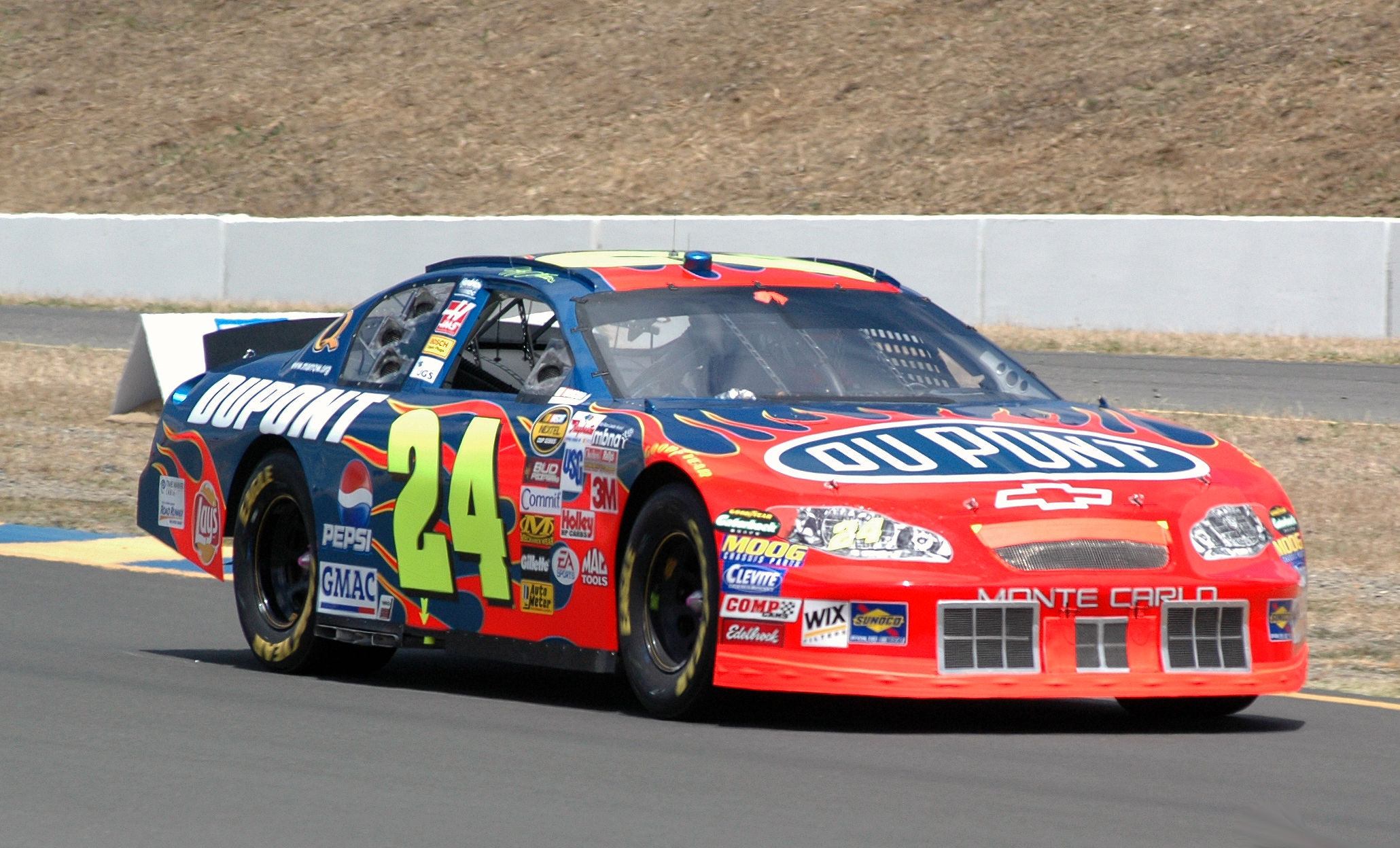
Jeff Gordon lors de la NASCAR Cup Series de 2005

#### The Chute
Le circuit est modifié en 1998, par l'adjonction d'une chicane (dénommée The Chute) qui évite les virages 5 et 6 (surnommés The Carousel), raccourcissant la piste dont la longueur n'est plus que de 1,95 milles (3,14 km).
La Chute n'est utilisée qu'en NASCAR (lors du Toyota/Save Mart 350 par exemple) et de nombreux pilotes vont s'en plaindre, préférant le circuit en configuration normale. En 2001, la chicane est remplacée par un virage à 70° (le no 4A) donnant au circuit NASCAR sa configuration actuelle d'une longueur de 1,99 milles (3,2 km).
La Chute avait été créée à l'origine pour améliorer la visibilité des spectateurs, pour augmenter la vitesse des voitures et améliorer la concurrence entre voitures de stock-car lesquelles ne sont pas nécessairement étudiées pour circuler sur des circuits routiers. Cependant, elle a été critiquée pour avoir supprimé un point de passage originel du circuit. Certains conducteurs d'INDYCAR pensent qu'éliminer la Chute et la remplacer par une nouvelle épingle au virage no 4A, puis rejoindre la piste au virage no 5, aurait pu créé un circuit avec trois zones de dépassement.

#### La Gilligan's Island
De 1989 à 2001, la ligne des stands ne pouvait accueillir que 34 écuries. Lors des premières années, certains stands accueillaient deux écuries tandis que d'autres devaient effectuer leurs arrêts à l'intérieur des garages. Lorsqu'une voiture abandonnait, son stand était de facto repris par une autre écurie qui partageait un stand. Ce système n'était pas très optimal.
Après quelques années, une route de stands auxiliaire, surnommée la Gilligan's Island, fut construite à l'intérieur de l'épingle à cheveux (virage 11). Les voitures qui avaient les neuf moins bons temps aux qualifications se voyaient assignées à ces stands. Les écuries qui s'y retrouvaient se considéraient comme nettement désavantagées par rapport aux autres. La longueur de cette route auxiliaire étant beaucoup moins longue que la ligne principale des stands. Dès lors, les voitures s'y arrêtant étaient retenues entre 15 et 20 secondes afin que les voitures s'arrêtant dans la ligne principale des stands ne soient pas désavantagées.
Les arrêts sur la Gilligan's Island présentaient d'autres inconvénients. Les emplacements étaient enclavés par le parcours de la course si bien que les techniciens des équipes ne savaient plus quitter les stands une fois la course commencée. Les équipes ne savaient y envoyer que leurs techniciens principaux, et une fois qu'ils y étaient, ceux-ci ne savaient plus accéder à la zone des garages ou aux camions où se trouvaient entreposées les pièces de rechange et leurs outils. Les seules opérations qui pouvaient être effectuées sur les voitures étaient des changements de pneu, les réapprovisionnements en fuel et quelques petites réparations assez mineures. Les autres membres de l'équipe technique étaient placés dans les garages en cas de réparations majeures à apporter aux voitures. Si une voiture abandonnait, les membres de l'équipe technique ne savaient pas remiser le matériel et anticiper leur départ du circuit (pratique courante sur les autres circuits) avant la fin de course.
Les modifications apportées à la piste en 2002 (séparation entre la piste pour dragsters et la ligne droite principale, enlèvement de la tribune principale de la piste pour dragsters, construction d'une nouvelle tour de contrôle pour la course routière) ont permis un allongement de la ligne des stands autorisant 43 écuries à s'y installer. La ligne ds stands était comprise entre la ligne droite principale et la colline située après le virage no 1. La Gilligan's Island fut dès lors abandonnée rendant plus d'équité à la course.

### En Indycar Series et Courses motos
D'autres configurations du circuit sont souvent utilisées. Les motos utilisent le circuit de 2,22 milles (3,57 km) avec 12 virages se basant sur le circuit normal sans la chicane de la Chute. Cette configuration ouverte en 2002 évite la section en S des virages no 8A et no 9 ainsi que le segment situé entre les virages no 10 et no 11 (l'épingle à cheveux ou The Hairpin), utilisant le virage no 11A à la place du virage no 11. Cette épingle à cheveux est située juste après la tour de contrôle de la piste pour dragsters et offre une ligne droite jusqu'à la ligne de départ.
Lorsque le Pirelli World Challenge revient en 2011 au Sonoma, ce circuit modifié est utilisé.
Dans certains cas, la partie de circuit passant près du début de la piste pour dragsters est allongée pour créer une épingle type Magny-Cours, ouvrant plus le virage no 7 pour créer une nouvelle opportunité de dépassement.
Pour la course d'IndyCar de 2012, le tracé est modifié à nouveau : l'épingle type Magny-Cours du virage no 7 est utilisée pour créer une zone de dépassement, le virage no 9A (la chicane similaire à celle du circuit de Spa dénommée Bus Stop) est élargie d'environ 3 mètres (10 pieds), un nouveau virage est aménagé (le no 11A) lequel se situe un peu plus loin que la tour de contrôle et en fin de la dragstrip, coupant le virage no 11 utilisé par les motos.. Cet aménagement réduit la piste d'environ 31 mètres (200 pieds) et crée une zone de dépassement.

### En WTCC
Pour la course de World Touring Car Championship (WTCC), la configuration normale est utilisée mais avec le virage no 9A en plus.

### La piste pour dragsters
Le complexe possède également une piste pour dragsters longue de 440 yards (402,3 m) utilisée lors des compétitions de NHRA. Elle était à l'origine située derrière la tribune principale du circuit. Les modifications effectuées au niveau du circuit en 2002 permettent d'intégrer cette piste dans l'enceinte du circuit.

## Records
| Q/C | Événement                                    | Pilote            | Voiture                     | Date              | Vitesse                    | Temps           | Configuration   |
| --- | -------------------------------------------- | ----------------- | --------------------------- | ----------------- | -------------------------- | --------------- | --------------- |
| Q   | Grand Prix de Sonoma 2000 (1 tour)           | Allan McNish      | Audi R8                     | 23 juillet 2000   |                            | 1 min 20 s 683  | 4,0 km (Full)   |
| C   | Grand Prix de Sonoma 2004 (tour le + rapide) | Marco Werner      | Audi R8                     | 17 juillet 2004   | 110,641 mi/h (178,06 km/h) | 1 min 21 s 688  | 4,0 km (Full)   |
| Q   | Trans-Am Series 2001 (1 tour)                | Brian Simo (en)   | Qvale Mangusta              | 22 juillet 2001   |                            | 1 min 35 s 727  | 4.05 km (Full)  |
| Q   | NASCAR Cup Series                            | Kyle Larson       | Chevrolet SS                | 27 juin 2015      | 96,524 mi/h (155,34 km/h)  | 1 min 14 s 354  | 3,2 km (NASCAR) |
| C   | NASCAR Cup Series                            | Clint Bowyer      | Toyota Camry                | 24 juin 2012      | 94,6 mi/h (152,24 km/h)    | 1 min 15 s 67   | 3,2 km (NASCAR) |
| Q   | IndyCar Series                               | Josef Newgarden   | Dallara DW12 (en) Chevrolet | 16 septembre 2017 | 113,691 mi/h (182,97 km/h) | 1 min 15 s 5205 | 3,838 km (Indy) |
| C   | IndyCar Series                               | Tony Kanaan       | Dallara Honda               | 28 août 2005      | 98,6 mi/h (158,68 km/h)    | 1 min 20 s 95   | 3,57 km (Indy)  |
| Q   | FIA WTCC Race of the United States 2012      | Alain Menu        | Chevrolet Cruze 1.6T        | 22 septembre 2012 | 86,206 mi/h (138,74 km/h)  | 1 min 45 s 235  | 4,032 km (WTCC) |
| C   | WTCC                                         | Tiago Monteiro    | Honda Civic WTCC            | 10 septembre 2013 | 84,206 mi/h (135,52 km/h)  | 1 min 46 s 905  | 4,032 km (WTCC) |
| C   | AMA Pro Superbike                            | Ben Spies         | Suzuki GSXR-1000            | 17 mai 2008       |                            | 1 min 34 s 731  | 3,57 km (Moto)  |
| C   | Pirelli World Challenge, GTS                 | Jack Baldwin (en) | Porsche Cayman S PWC        | 23 août 2013      | 69,583 mi/h (111,98 km/h)  | 1 min 42 s 558  | km (PWC)        |
| C   | TTXGP                                        | Steve Atlas       | Brammo (en) Empulse RR      | 15 mai 2011       |                            | 1 min 55 s 15   | 3,57 km (Indy)  |

### En NASCAR Cup Series
(Mise à jour le 8 mai 2017)
| + de victoires                  | 5     | Jeff Gordon  |
| + de Top-5                      | 14    | Jeff Gordon  |
| + de Top-10                     | 18    | Jeff Gordon  |
| + de départs                    | 22    | Jeff Gordon  |
| + de pôles position             | 5     | Jeff Gordon  |
| + de tours terminés             | 2,233 | Jeff Gordon  |
| + de tours en tête              | 457   | Jeff Gordon  |
| Pos. Moy. au dép. (en activité) | 4,0   | Kyle Larson  |
| Pos. Moy. F. (en activité)      | 11,5  | Clint Bowyer |
| Source:                         |       |              |

## Capacité d'accueil
|  |  |

Sonoma Raceway a une capacité permanente de 47 000 places. Ce nombre tient compte des tribunes et terrasses situées autour de la piste. Lors des courses majeures, des tentes d'accueil et d'autres tribunes sont érigées autour de la piste, ce qui porte la capacité totale à 102 000 places.
Le complexe connait une expansion importante en 2004 :
- 64 000 sièges aménagés sur la colline ;
- + 10 000 sièges permanents en tribune ;
- construction d'une installation de traitement des eaux usées ;
- restauration d'un hectare de zones humides ;
- installation de garages permanents ;
- création de nouveaux espaces de vente au détail ;
- création d'une piste de karting ;
- création d'une nouvelle bande de dragster.

## Compétitions actuelles
- Sonoma Drift Series
- NASCAR Cup Series :
  - Toyota/Save Mart 350
- IndyCar Series :
  - GoPro Grand Prix of Sonoma (en)
- NASCAR K&N Pro Series West (en)
- NHRA :
  - NHRA Mello Yello Drag Racing Series
- Formule DRIFT (en)
- AMA Superbike
- Formula Car Challenge (en)
- TTXGP
- American Federation of Motorcyclists (AFM) Racing (en)
- SCCA Pro Racing World Challenge
- Ferrari Challenge
- 24 Hours of LeMons (en)
- San Francisco Region SCCA
- National Auto Sport Association (en)

## Anciennes compétitions
- NASCAR Camping World Truck Series, 1995–1998
- NASCAR Southwest Series (en), 1987-2005
- NASCAR Rolex Grand-Am Sports Car Series, 2006–2008
- AAA / USAC Champ Car Series, 1970
- Indy Lights Series, 2005-2014
- American Le Mans Series, 1999–2005
- Trans-Am Series, 1969, 1978, 1981–1993, 1995, 2001
- IMSA GT Series, 1976–97
- Can Am Series, 1977, 1980, 1984
- Formule 5000, 1969–1970
- World Touring Car Championship, 2012–2013